# Tallo (tengwar)

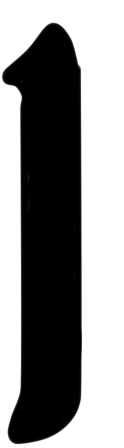

El tallo (o telco en quenya) es un componente de las letras del sistema de escritura que inventó J. R. R. Tolkien en sus obras como El Señor de los Anillos conocido como Tengwar.
Puede ser alzado, caído o reducido.
Si es alzado la consonante es oclusiva, si es caído la consonante es fricativa y si es reducido la consonante es nasal o semivocalica,escepto oore que para el modo castellano es la vibrante simple alveolar.
El tallo alzado se asemeja mucho al portador largo, el tallo reducido al portador corto y tallo caído a la letra halla
- Datos: Q30919213